# Escalans
Escalans – miejscowość i gmina we Francji, w regionie Nowa Akwitania, w departamencie Landy.
Według danych na rok 1990 gminę zamieszkiwało 220 osób, a gęstość zaludnienia wynosiła 7 osób/km² (wśród 2290 gmin Akwitanii Escalans plasuje się na 957. miejscu pod względem liczby ludności, natomiast pod względem powierzchni na miejscu 265.).